# Bragging Rights (2009)
Bragging Rights (2009) — рестлинг PPV-шоу, проводимое федерацией World Wrestling Entertainment (WWE). Проходило 25 октября 2009 года на «Сивик-арене» в Питтсбурге, Пенсильвания. Во время шоу прошло 5 поединков.

## Превью
Главным событьем от RAW был матч «60-минутный Железный Человек без дисквалификаций с удержаниями где угодно», за титул чемпиона WWE между чемпионом — Рэнди Ортоном и претендентом — Джоном Синой, с условием, если Сина проиграет матч, он будет обязан покинуть арену RAW. На PPV-шоу «Ад в Клетке» Рэнди Ортон победил Джона Сину, тем самым выиграв титул чемпиона WWE. На первом RAW после PPV Сина сказал, что он берёт матч-реванш на Bragging Rights, и что это будет матч «Железный Человек». Ортон согласился, добавив два условия: первое — если Сина проиграет, он должен был покинуть арену RAW и перейти на SmackDown, и второе — их матч будет «без дисквалификаций с удержаниями где-угодно».
Главным событьем от SmackDown был матч «Фатальная Четвёрка» за титул чемпиона мира в тяжёлом весе между чемпионом — Гробовщиком и тремя претендентами — Реем Мистерио, Батистой и СМ Панком.

## Матчи
| Номер                            | Поединок | Тип Поединка                                                                               | Время   |
| -------------------------------- | --- | ------------------------------------------------------------------------------------------ | ------- |
| Pre-Show                         | Кристиан победил Пола Бёрчилла | Одиночный матч за титул чемпиона ECW                                                       | N/A     |
| 1                                | Миз победил Джона Моррисона | Между брендовый одиночный матч                                                             | 10:54   |
| 2                                | Дивы SmackDown (Бет Финикс, Наталья и Мишель Маккул) победили Див Raw (Гейл Ким, Келли Келли и Мелину) | Между брендовый командный матч див три на три                                              | 6:54    |
| 3                                | Гробовщик (с) победил Рея Мистерио, СМ Панка и Батисту | Матч «Фатальная Четвёрка» за титул Чемпион мира в тяжёлом весе                             | 9:55    |
| 4                                | Команда SmackDown (Крис Джерико, Династия Харт (Тайсон Кидд и Дэвид Харт Смит), Кейн, Мэтт Харди, R-Truth и Финли победили Команду RAW (Биг Шоу, Дегенерация Икс (Шон Майклз и Triple H), Джек Сваггер, Марк Хенри, Кофи Кингстон и Коди Роудс) | Между брендовый командный матч 6х6 на выбывание                                            | 15:34   |
| 5                                | Джон Сина победил Рэнди Ортона (с) 6-5 | Матч «Железный Человек» без дисквалификаций с удержаниями где угодно за титул чемпиона WWE | 1:00:00 |
| (c) — чемпион на момент поединка | |                                                                                            |         |

### Железный Человек
| Счёт | Победитель   | Способ     | Примечания                                                           | Время |
| ---- | ------------ | ---------- | -------------------------------------------------------------------- | ----- |
| 1-0  | Сина         | Подчинение | Ортон сдался после STF от Сины                                       | 3:53  |
| 1-1  | Ортон        | Удержание  | Ортон удержал Сину после RKO                                         | 8:59  |
| 2-2  | Сина и Ортон | Удержание  | Двойное удержание                                                    | 16:45 |
| 3-2  | Сина         | Удержание  | Сина удержал Ортона после Atittude Adjusment с канатов               | 19:22 |
| 3-3  | Ортон        | Удержание  | Ортон удержал Сину, после Dream Stream от Теда ДиБиаси               | 20:41 |
| 3-4  | Ортон        | Удержание  | Ортон удержал Сину после броска в экран                              | 26:21 |
| 4-4  | Сина         | Удержание  | Сина удержал Ортона после наката                                     | 32:43 |
| 4-5  | Ортон        | Удержание  | Ортон удержал Сину после коронного ДДТ                               | 35:05 |
| 5-5  | Сина         | Удержание  | Сина удержал Ортона после Atittude Adjusment на комментаторский стол | 50:47 |
| 6-5  | Сина         | Подчинение | Ортон сдался после STF                                               | 59:56 |